# لغز عمر الأطفال الثلاثة
لغز عمر الأطفال الثلاثة هو لغز منطقي عند التفكير فيه للمرة الأولى قد يظن المرء أنه لا يملك المعلومات الكافية لحلها لكن بعد التفكير المنطقي يجد عكس ذلك.

## اللغز
يلتقي مفتش التعداد بسيدة تتكئ على بوابتها سائلا إياها عن أطفالها، فتجيبه:
«رزقت ثلاثة أطفال حاصل ضرب عمرهم هو اثنان وسبعون، بينما حاصل جمعهم هو الرقم المكتوب على هذه البوابة».
يجري المفتش بعض الحسابات ثم يقول إن تلك المعلومات غير كافية لمعرفة عمر كل منهم، لا تجيبه المرأة وتدخل منزلها، قبل أن تغلق الباب تعتذر للمفتش قائلة:
«يجب أن أرى أكبر بناتي المصابة بالحصبة».
يغادر بعدها المفتش راضيا.
يمكن أن يتم ذكر المشكلة بطرق عديدة، مع إعطاء نفس المعلومات الأساسية: حاصل الضرب، المجموع، وجود طفل أكبر من الأثنين (على سبيل المثال، الأكبر سنا لاعب شطرنج جيد).
توجد نسخه أخرى من اللغز تعطي المنتج العمري لهم 36، وبالتالي مجموعة مختلفة من الأعمال للأطفال.

## الحل

### نسخة 72
العوامل الأولية للرقم 72 هم 2، 2، 2، 3، 3 بصيغة أخرى:
" 2 × 2 × 2 × 3 × 3 = 72".
يعطي هذا ثلاثة احتمالات ممكنة.
| عمر الأول | عمر الثاني | عمر الثالث | المجموع |
| --------- | ---------- | ---------- | ------- |
| 1         | 1          | 72         | 74      |
| 1         | 2          | 36         | 39      |
| 1         | 3          | 24         | 28      |
| 1         | 4          | 18         | 23      |
| 1         | 6          | 12         | 19      |
| 1         | 8          | 9          | 18      |
| 2         | 2          | 18         | 22      |
| 2         | 3          | 12         | 17      |
| 2         | 4          | 9          | 15      |
| 2         | 6          | 6          | 14      |
| 3         | 3          | 8          | 14      |
| 3         | 4          | 6          | 13      |

بالرغم من أن المفتش كان يعرف المجموع (من الرقم على البوابة) لكنه قال انه لا يمتلك المعلومات الكافية لإعطاء إجابة محددة. بالتالي، يمكن الاستنتاج أنه يوجد أكثر من حل واحد للغز.
توجد مجموعتان فقط من الأعمار المحتملة يمكن أن تفي بالشروط:
الحالة الأولى: 2 + 6 + 6 = 14
الحالة الثانية: 3 + 3 + 8 = 14
في الحالة الأولى، لا يوجد طفل أكبر من الأثنين حيث أن أثنين لديهم 6 أعوام (على الرغم من أنه يمكن أن يكون أحدهما أكبر بدقائق أو 9 شهور، 10 شهور، 11 شهر) لذلك يميل الكثير إلى الاقتراح الثاني.

### نسخة 36
العوامل الأولية للرقم 36 هي 2، 2، 3، 3. يعطي هذا ثلاثة احتمالات وهم:
| عمر الأول | عمر الثاني | عمر الثالث | المجموع |
| --------- | ---------- | ---------- | ------- |
| 1         | 1          | 36         | 38      |
| 1         | 2          | 18         | 21      |
| 1         | 3          | 12         | 16      |
| 1         | 4          | 9          | 14      |
| 1         | 6          | 6          | 13      |
| 2         | 2          | 9          | 13      |
| 2         | 3          | 6          | 11      |
| 3         | 3          | 4          | 10      |

باستخدام نفس الحجة كما كان من قبل يصبح من الواضح أن الرقم على البوابة هو 13، والأعمار هي 9 و 2 و 2.

## وصلات خارجية
- لغز عمر الأطفال الثلاثة
- ما عمر أولادي الثلاثة؟